# 소니 비전-S
소니 비전-S(Sony Vision-S)는 소니에서 개발한 모든 전기 자동차 플랫폼으로, 2020년 라스베이거스에서 열린 소비자 가전 박람회 (CES)에서 Vision-S 콘셉트로 처음 공개되었다. 2022년에 두 번째 콘셉트인 Vision-S 02가 공개되면서, 원래 콘셉트는 소급하여 Vision-S 01로 이름이 변경되었다. 소니는 새로운 완전 소유 자회사인 소니 모빌리티 주식회사를 통해 Vision-S 플랫폼을 사용하여 미래 전기차를 개발할 계획이며, 이 회사는 2022년 봄에 Vision-S 플랫폼 및 차량 개발 책임을 맡게 된다. Vision-S 플랫폼은 완전히 전기이며 자율 주행의 사용자 경험을 강조하고 미래 모델의 기술 성장을 수용하도록 설계되었다.

## 역사
Vision-S 콘셉트는 소니의 AI/로봇 부서가 자동차 부문의 여러 회사들과 협력하여 설계되었다. 여기에는 마그나 인터내셔널 콘티넨탈 AG, Elektrobit, Benteler, 그리고 보쉬가 포함되며, 상시 연결성, 센서 장치, 자율 주행 등 자동차 부문과 관련된 소니 및 파트너의 최신 기술을 선보인다. 첫 번째 Vision-S는 마그나 슈타이어에서 제조되었다. 프로젝트는 소니의 AI/로봇 팀이 이끌었는데, 이 팀은 이전에 AIBO 로봇 개를 담당했으며, 엔지니어링 및 초기 테스트는 그라츠, 오스트리아에 있는 마그나-슈타이어 시설에서 수행되었다.
2021년 CES에서 소니는 차량의 센서 스위트와 기능을 개선하기 위한 로드 테스트 후 Vision-S 콘셉트에 대한 업데이트를 제공했다. 이즈미 가와니시, 소니 AI/로봇의 최고 책임자는 2021년 5월 기조 연설에서 소니의 비전을 설명했다. 2021년 CES에서 공개된 AIBO와 자율 드론 에어피크처럼 Vision-S는 소니의 인공지능 개발을 선보이기 위한 것이었다. Vision-S의 세 가지 기본 개념은 안전, 엔터테인먼트, 그리고 적응성이다. 안전은 자율 주행을 통해 구현될 것이며, 엔터테인먼트는 소니가 가장 잘 알려진 분야이고, 적응성은 예정된 기능의 지속적인 발전과 환경 지속 가능성에 대한 기여를 의미한다.
2022년 CES에서 소니는 동일한 플랫폼을 기반으로 한 두 번째 콘셉트인 Vision-S 02 SUV를 전시하고, 그룹의 전기차 사업에 집중할 새로운 회사인 소니 모빌리티를 설립한다고 발표했다. 2022년 3월, 소니와 혼다는 2025년부터 배터리 전기차를 기획, 개발, 판매할 이름 없는 합작투자 회사를 설립한다고 발표했다. 처음에는 차량이 혼다의 기존 공장 중 하나에서 제조될 것이다.

## 디자인
이시이 다이스케는 Vision-S의 "S"가 감각(sensing), 안전(safety), 사회(society), 소니(Sony)를 의미한다고 밝혔다. Vision-S 플랫폼은 200 kW 전기 모터 2개와 사륜 구동을 갖추고 있다. 파워트레인은 3030mm의 휠베이스와 에어 스프링 더블 위시본 식 서스펜션을 사용한다.
내부에는 대시보드에 파노라믹 터치스크린이 내장되어 있으며, 소니의 360 Reality Audio가 함께 제공된다. 운전자 및 앞좌석 승객의 시트 등받이에는 각각 10.1-인치-diagonal (260 mm) 디스플레이가 장착되어 있으며, 이 차량은 5G 셀룰러 연결을 제공하여 승객이 플레이스테이션 게임 콘솔에 원격으로 연결하여 스트리밍하고 게임을 할 수 있다.

### 안전
출시 당시 Vision-S 콘셉트에는 33개의 센서가 포함되었다. 추가 테스트 및 개선 후, 이 콘셉트는 40개의 센서(카메라 18개, 레이더 18개, 라이다 4개)로 업그레이드되었다. 여기에는 CMOS, 솔리드 스테이트 라이다, 레이더 및 ToF 카메라가 포함된다. 이들은 총칭하여 "Safety Cocoon"이라고 불리는 고급 운전자 보조 시스템을 형성한다. Safety Cocoon은 처음에는 간단한 차선 및 주차 보조 기능이 가능하지만, 무선 업데이트를 통해 소니는 자율 주행 수준 4 이상을 달성하기를 희망한다.

## 모델

### Vision-S 01
소니 Vision-S 01 (2020년 출시 당시 Vision-S 콘셉트 차량으로 알려짐)은 4인승 세단이며 Vision-S 콘셉트에서 개발된 첫 번째 차량이었다. Vision-S 플랫폼과 파워트레인을 공유하여 Vision-S 01은 0–100 km/h (0–62 mph) 도달 시간이 4.8초, 최고 속도는 240 km/h (150 mph)이다. Vision-S 콘셉트는 CEO 요시다 겐이치로에 의해 라스베이거스에서 열린 2020년 소비자 가전 박람회에서 공개되었다.
개발 중에는 Vision-S 콘셉트/01은 "Safety Cocoon"이라는 코드명으로 알려졌다. 추가 테스트 및 개발을 위해 차량이 그라츠로 돌아온 후, 2020년 7월 도쿄도로 보내져 도로 주행 테스트를 진행했다.

### Vision-S 02
Vision-S 콘셉트의 홍보 영상 시청자들은 크로스오버 SUV가 동시에 개발 중인 것으로 보인다고 언급했다. 소니 Vision-S 02는 7인승 SUV로, 소니 Vision-S 플랫폼에서 개발된 두 번째 차량이며 CES 2022에서 공개되었다. 가속력 수치는 공개되지 않았지만, 이 SUV가 Vision-S 01 세단보다 130 kg 더 무거운 것을 감안할 때 0–100 km/h 도달 시간은 세단의 4.8초보다 더 길 것으로 예상된다. Vision-S 02의 최고 속도는 112 mph (180 km/h)이다.

## 같이 보기
경쟁 모델:
- 루시드 에어[1][2]
- 포르쉐 타이칸[2]
- 테슬라 모델 Y